# Localisme
Localisme (van het Latijnse locus, plaats) is een doctrine, die erin bestaat het lokale te begunstigen zonder echter grenzen te stellen, om de participatiedemocratie, sociale cohesie en de lokale economie, dus lokale werkgelegenheid, en het behoud van het milieu te bevorderen, dit door een kleinere ecologische voetafdruk gekoppeld aan het transport van mensen en goederen.